# Фонтан Витали
Фонта́н Вита́ли (Петро́вский фонтан) — один из старейших фонтанов Москвы, расположен на Театральной площади. Был установлен на месте водоразборного бассейна скульптором Джованни Витали в 1835 году.
Водная чаша сооружения расположена на постаменте, который держат четыре амура-путти, олицетворяющие трагедию, комедию, поэзию и музыку. Чугунные скульптуры отливали мастера Баташёвских заводов в Вычуге-на-Оке (район современного городского округа Выкса). В нижней части сделаны специальные ниши, чтобы поить лошадей. На самом фонтане размещена надпись: «Изваял и в металл произвёл Иван Витали. Москва. 1835 год».

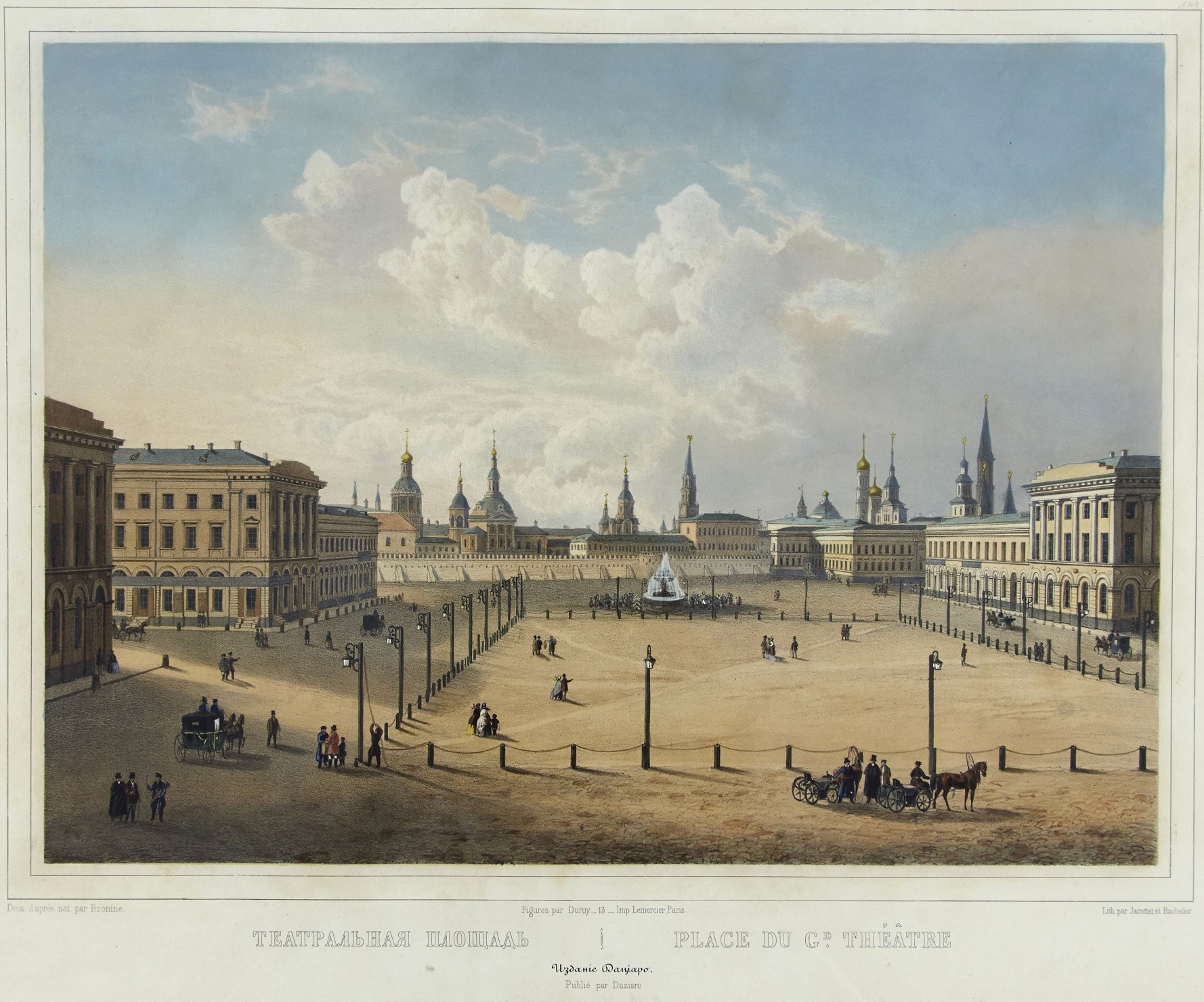
Театральная площадь с фонтаном Витали. Конец 1840-х гг.

В 1827 году на Петровской площади (в настоящее время — Театральная) напротив Петровского (Большого) театра находился водоразборный бассейн с трубой в центре, куда поступала вода из подземной сети Мытищинского водопровода. В 1829-м началась реконструкция площади. Через шесть лет по просьбе главного московского архитектора фасадической части Осипа Бове русский скульптор итальянского происхождения Джованни Витали занялся оформлением площади и на месте бассейна с трубой в 1835 году установил Петровский фонтан, который продолжил выполнять водоразборную функцию и доставлял 17 тысяч вёдер воды в сутки. От него сделали ещё отводы: в долговую тюрьму и в бани купца Челышева (на месте гостиницы «Метрополь»), также построенные Бове. В советское время фонтан не работал, однако был излюбленным местом встреч ветеранов Великой Отечественной войны.
В 1995 году фонтан Витали реконструировали и запустили снова, оборудовав зимней светодиодной подсветкой. Такое решение было применено в столице впервые. За состоянием фонтана следит трест по строительству мостов и набережных «Гормост». Воду меняют каждую неделю, а скульптуры моют вручную.
Существует легенда, что под сооружением находится подземный туннель, соединяющий военные объекты столицы. Основанием для появления этой версии послужила вентиляция столичной подземки, которая располагается рядом с ним. Однако под самим сооружением находится только насосная станция. Интересно, что Витали сделал в те же годы похожий фонтан в Москве на Лубянской площади (но его судьба сложилась менее удачно).

Фонтан Витали
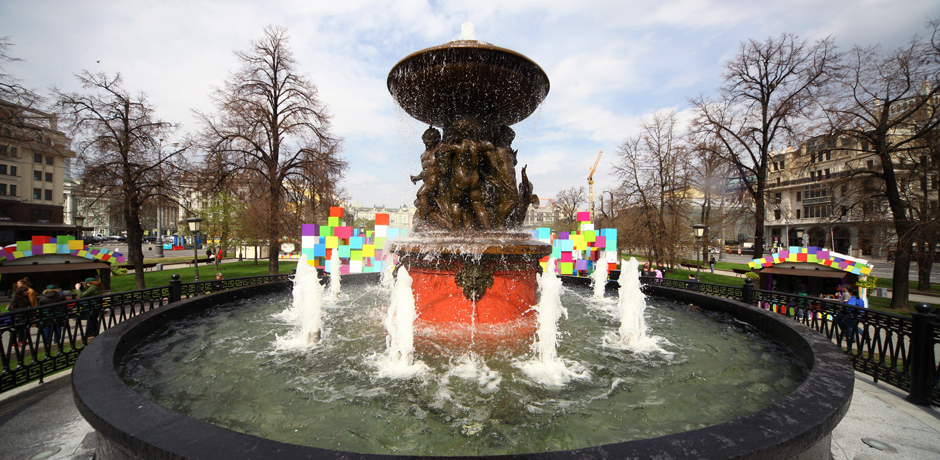
Фонтан в 2016 году
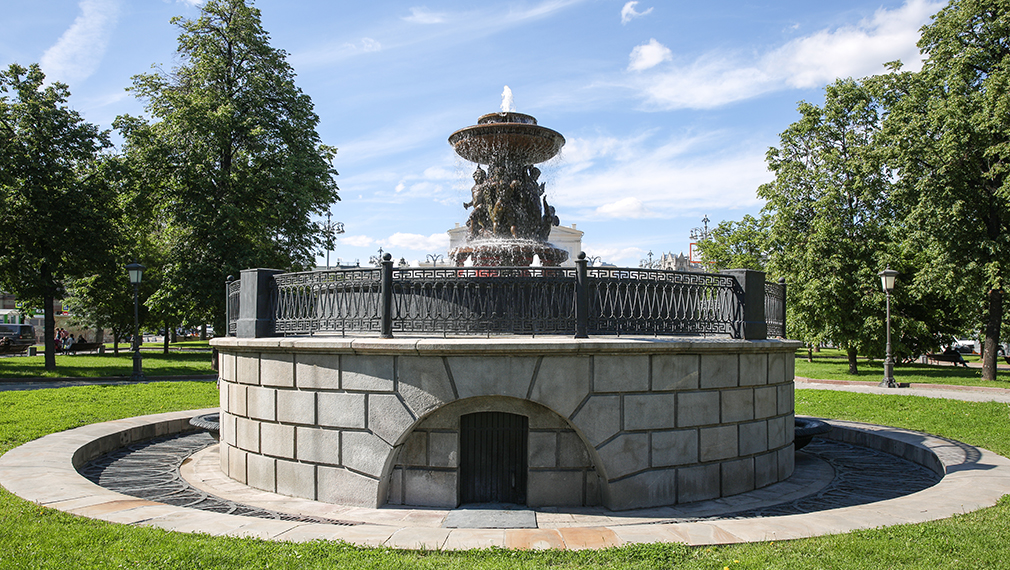
Фонтан в 2017 году
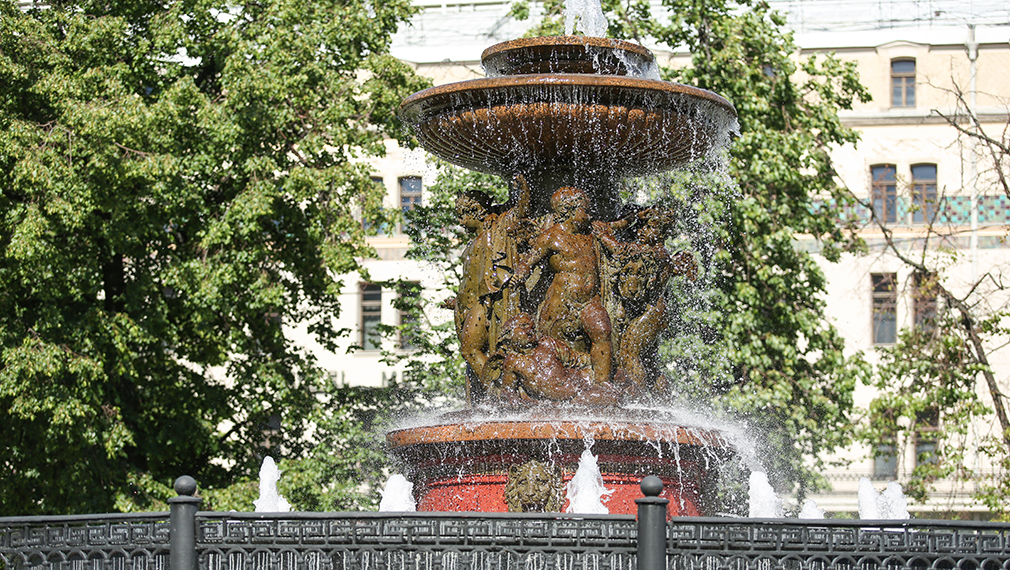
Четыре амура под фонтанной чашей, 2017 год
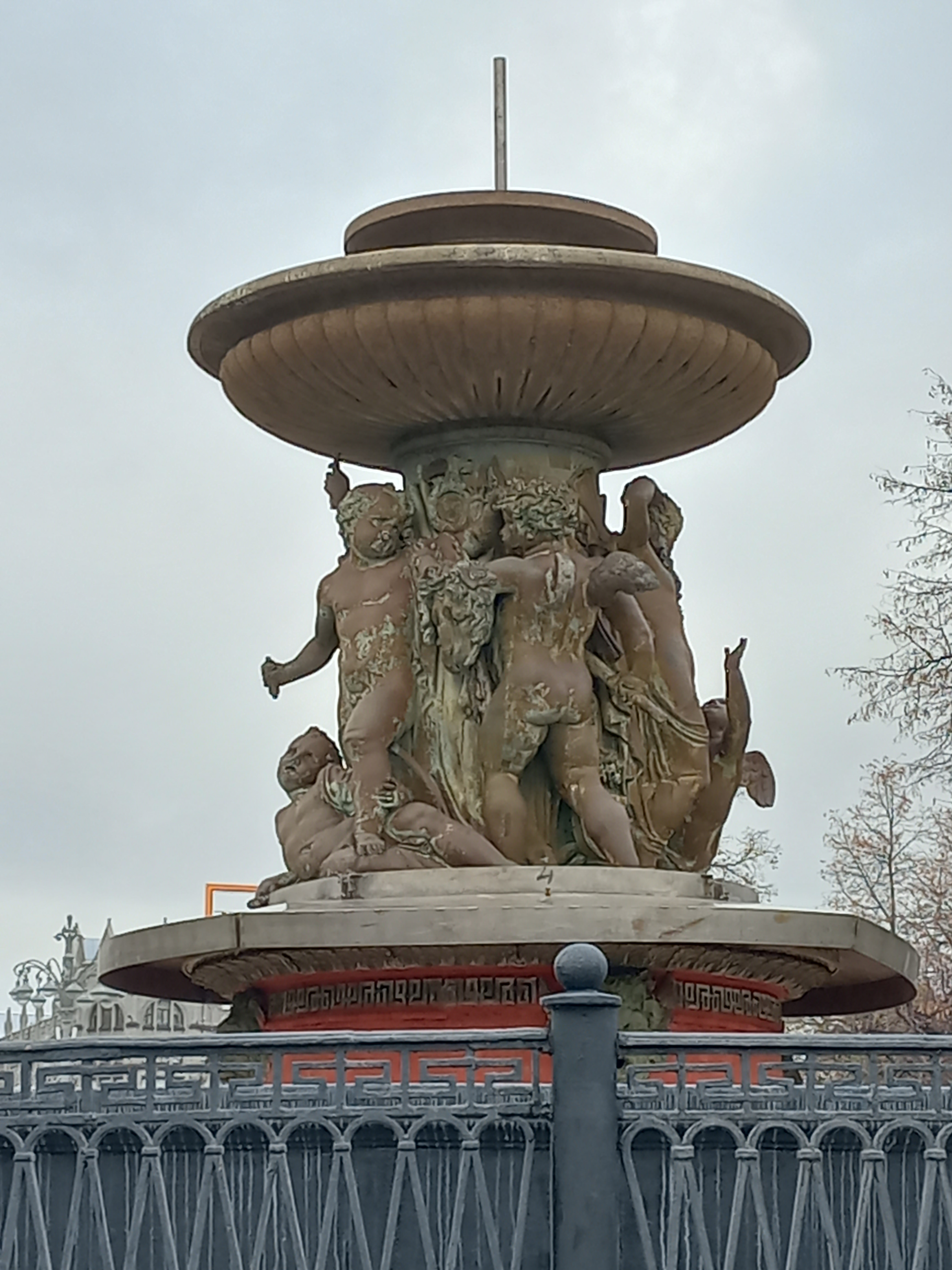
2022 год